# Gurla Mandhata
Gurla Mandhata är ett berg i Kina. Det ligger i den autonoma regionen Tibet, i den sydvästra delen av landet. Toppen på Gurla Mandhata är 7 694 meter över havet.
Gurla Mandhata är den högsta punkten i trakten. Trakten runt Gurla Mandhata består i huvudsak av kala bergstoppar och isformationer.